# Diadochi

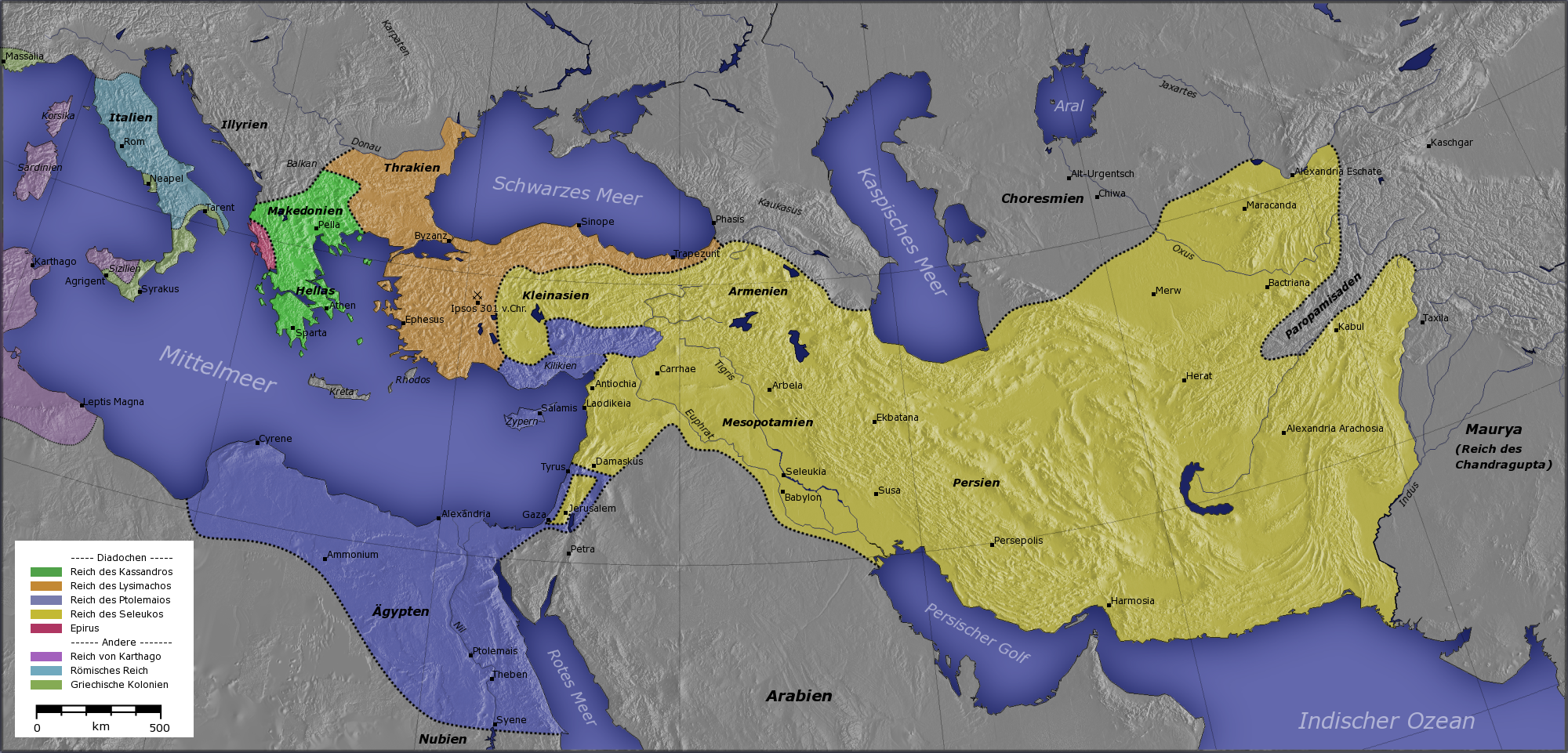
Diadoch-regimer
Ptolemaios I Soter
Kassandros
Lysimachos
Seleukus I Nikator
Epirus
Andra
Kartago
Romarriket
Grekiska kolonier

Diadochi-regimerna (grekiska: Διάδοχοι, Diadochoi) brukar man benämna de hellenistiska stater som blev följden av att Alexander den stores rike splittrades efter dennes död på grund av stridigheter mellan de mäktigaste av Alexanders generaler (ingen efterträdare fanns vid frånfallet).

## Exempel
Bland dessa kan nämnas Seleukidiska riket i nuvarande Iran, Syrien, Pakistan och Afghanistan, vilket grundades av den mäktigaste generalen Seleukos. Ptolemeiska riket var det näst största riket och omfattade Sinaihalvön, östra Libyen och Egypten grundades av generalen Ptolemaios I Soter, som var förfader till Kleopatra. Kassandros fick Makedonien och General Lysimachos fick Mindre Asien och Thrakien. Övriga riken av vikt var det attalidska riket i Anatolien.

## Kännetecken
Det som kännetecknar dessa riken var att man talade grekiska, dyrkade grekiska gudar (bland andra), använde sig av i huvudsak grekisk militär taktik och strategi samt värderade grekisk filosofi högt. Regimerna får dock inte ses som någon form av sammanhängande grekisk kolonisation utan de var helt självständiga stater som inte hade några problem med att kriga mot andra ”greker” (termen "hellen" torde dock vara en något vidare och mer lämplig term). Det som däremot kännetecknar Diadochi-regimerna var att de tog till sig stora delar av föregående styrets laster och styrelseskick. Ett exempel på detta var att de ptolemeiska faraonerna lät sig bli dyrkade som gudar vilket var fullkomligt otänkbart för "vanliga" greker.

## Sönderfall
De olika regimerna föll sakta men säkert sönder i takt med att det romerska riket vände sitt intresse österut efter att ha besegrat Kartago under slutet av 200-talet f.Kr. Det seleukidiska riket föll sönder steg för steg till dess att det endast omfattade vad som i dag är Syrien. Ett viktigt slag som av många historiker anses vara dödsstöten för de hellenistiska regimerna var slaget vid Cynoscephalae år 197 f.Kr. där romarna besegrade Antiogonidska riket, en annan viktig Diadochi-regim, och därmed befäste sin makt över östra Medelhavet. Många av regimerna levde kvar som så kallade klientstater som var självständiga men ändå var underställda det romerska riket i viktiga avseenden; exempelvis skattskyldighet. Den sista regimen föll så sent som år 30 f.Kr. när Kleopatra begick självmord.